# Atrachelus mucosus
Atrachelus mucosus är en insektsart som först beskrevs av Champion 1899.  Atrachelus mucosus ingår i släktet Atrachelus och familjen rovskinnbaggar. Inga underarter finns listade i Catalogue of Life.